# Silo de Guadalajara II
El silo de Guadalajara II es un silo de grano situado en el municipio español de Guadalajara, en la provincia de Guadalajara (Castilla-La Mancha). Las instalaciones se encuentran ubicadas junto a las vías del ferrocarril y del otro silo de grano que existe en el municipio.

## Historia
Su construcción fue promovida por el Servicio Nacional de Productos Agrarios (SENPA), heredero del antiguo Servicio Nacional del Trigo que había operado durante el régimen franquista. Pertenece a la serie de los llamados «macrosilos» y su principal característica es el uso de celdas circulares que aprovechan mejor el espacio interior de cara al almacenaje de productos agrícolas. La unidad entró en servicio en 1975, contando con una capacidad de almacenamiento de 20.000 toneladas.

## Características
Se trata de un silo del tipo T. Posee una altura máxima de 62 metros, estando constituida su estructura por un conjunto de celdas circulares de hormigón armado; cada celda tiene un diámetro de 5 metros. Presenta un alto grado de mecanización, lo que le confiere una gran funcionalidad de cara a las labores de depósito del grano. El silo posee una capacidad de almacenamiento de 20.000 toneladas. Las instalaciones están enlazadas con la red ferroviaria a través de un ramal que parte de la estación de Guadalajara. Esta derivación se prolonga en una vía destinada a la carga del grano.